# Cantó de Marciac
Marciac és un cantó del departament francès del Gers amb les següents comunes:
- Armentiu
- Becàs
- Blosson e Serian
- Casaus Vilacomdau
- Julhac
- La Devesa Ribèra
- La Devesa Vila
- L'Agroet
- Marciac
- Montlesun
- Montpardiac
- Patlana
- Ricort
- Sent Justin
- Siurac e Florés
- Semboés
- Tilhac
- Tordun
- Troncens

## Història
| Data d'elecció                           | Identitat       | Partit | Qualitat |
| ---------------------------------------- | --------------- | ------ | -------- |
| 1988-                                    | Francis Daguzan | PCF    |          |
| les dades anteriors no són pas conegudes |                 |        |          |
|                                          |                 |        |          |

## Demografia
| 1962  | 1968  | 1975  | 1982  | 1990  | 1999  | 2006  |
| ----- | ----- | ----- | ----- | ----- | ----- | ----- |
| 3.307 | 3.637 | 3.482 | 3.481 | 3.471 | 3.347 | 3.421 |